# Флерьяново
Флерьяново (бел. Флер'яно́ва) — деревня в Ляховичском районе Брестской области Беларуси, входит в состав Новосёлковского сельсовета. Население — 90 человек (2019).

## География
Флерьяново находится в 6 км к северу от центра города Ляховичи. Рядом расположены деревни Божки, Крегли, Ковали и Кореневщина. Через деревню проходит местная дорога Новосёлки — Ляховичи. Местность принадлежит бассейну Немана, деревня стоит на правом берегу реки Ведьма. В 3 км к югу расположена ж/д платформа Ковали на линии Барановичи — Слуцк.

## История

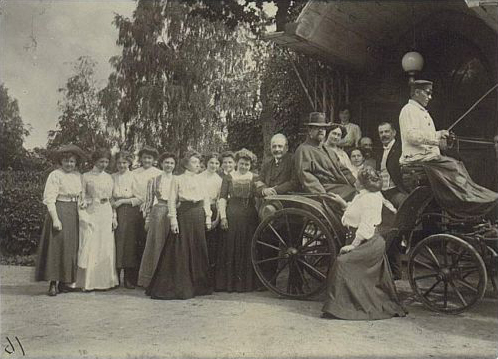
Аврелия и Владислав Рэймонты с друзьями в Флерьяново

В 1838 году писатель и философ Флориан Бохвиц приобрёл имение Вошковцы (ныне Урожайная, 2,5 км к западу от Флорианово). После его смерти земельные владения были поделены между тремя сыновьями, младший сын Ян Оттон в 1856 году получил небольшой фольварк Новые Вошковцы. Ян Оттон Бохвиц переименовал имение в честь отца во Флорианово (Флерьяново), в 1870 году он построил новый деревянный усадебный дом, к которому позднее были пристроены два кирпичных корпуса. После Яна Оттона (умер в 1915 году) имением владели его сын Тадеуш Оттон и внук Ян Оттон (умер в 1937 году).
В начале XX века усадьба Флорианово стала важным культурным центром. Ян Оттон Бохвиц собрал здесь богатую библиотеку, её посещали Рейтаны из Грушевки, Радзивиллы из Несвижа. Также здесь гостили лауреат Нобелевской премии писатель Владислав Реймонт, медик Генрик Нусбаум, артист Януш Страхоцкий и другие. С 1908 года участницей салона во Флорианово стала писательница Элиза Ожешко, в усадьбе сохранился дуб посаженный ею.
Согласно Рижскому мирному договору (1921) Флорианово вошло в состав межвоенной Польши, с 1939 года — в БССР.

## Культура
- Музей "Маёнтак Бохвіцаў у Флер’янове"

## События и мероприятия
- С 2017 года проводятся "Флер’яноўскія чытанні"

## Достопримечательности
- Флерьяновский дворцово-парковый ансамбль (XIX в.)
  - Усадьба Бохвицев (2-я половина XIX в.)
  - Усадебный дом (ок. 1870 г.)
  - Парк (1870)
  - Сад
  - Хозяйственная постройка (XIX в.)
  - Дуб, посаженный руками писательницы Элизы Ожешко (1908-1909)

В усадьбе Вошковцы сохранились парк, сад, мельница паровая XIX век

## Галерея

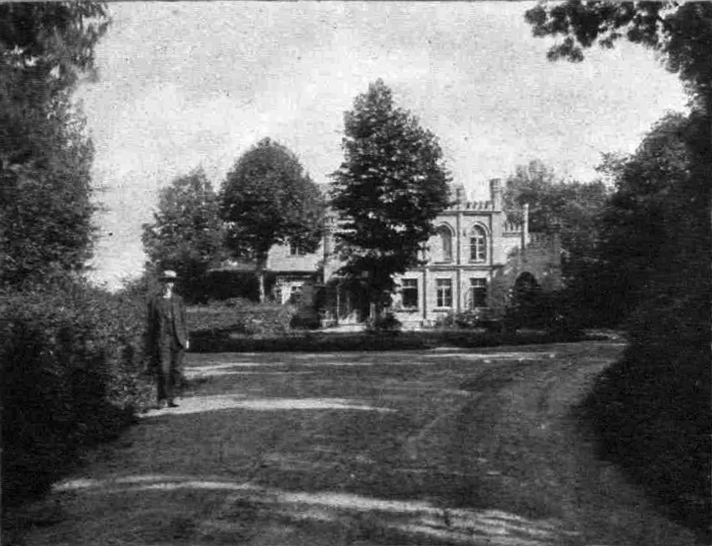
Усадьба Бохвицев в нач. XX в.
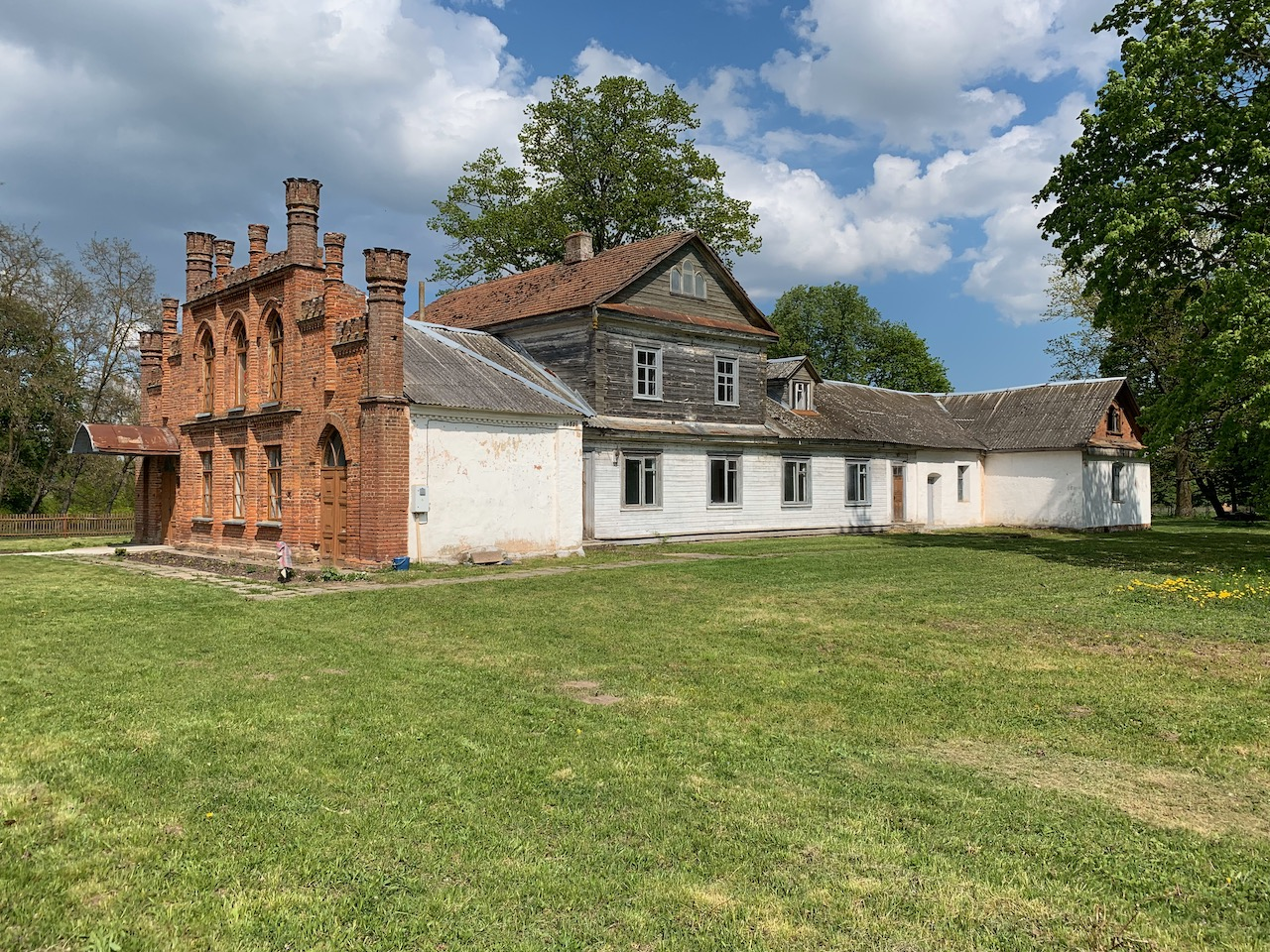
Усадьба Бохвицев
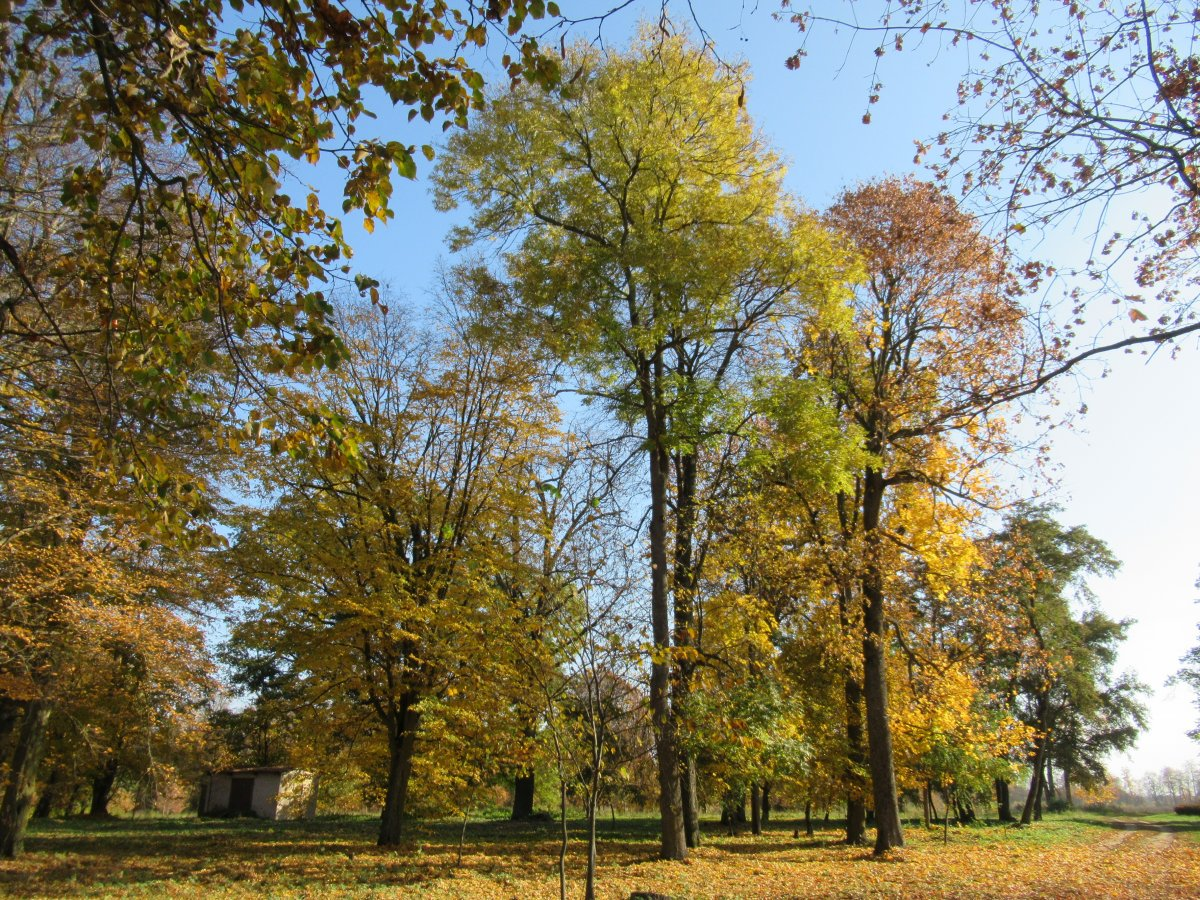
Парк
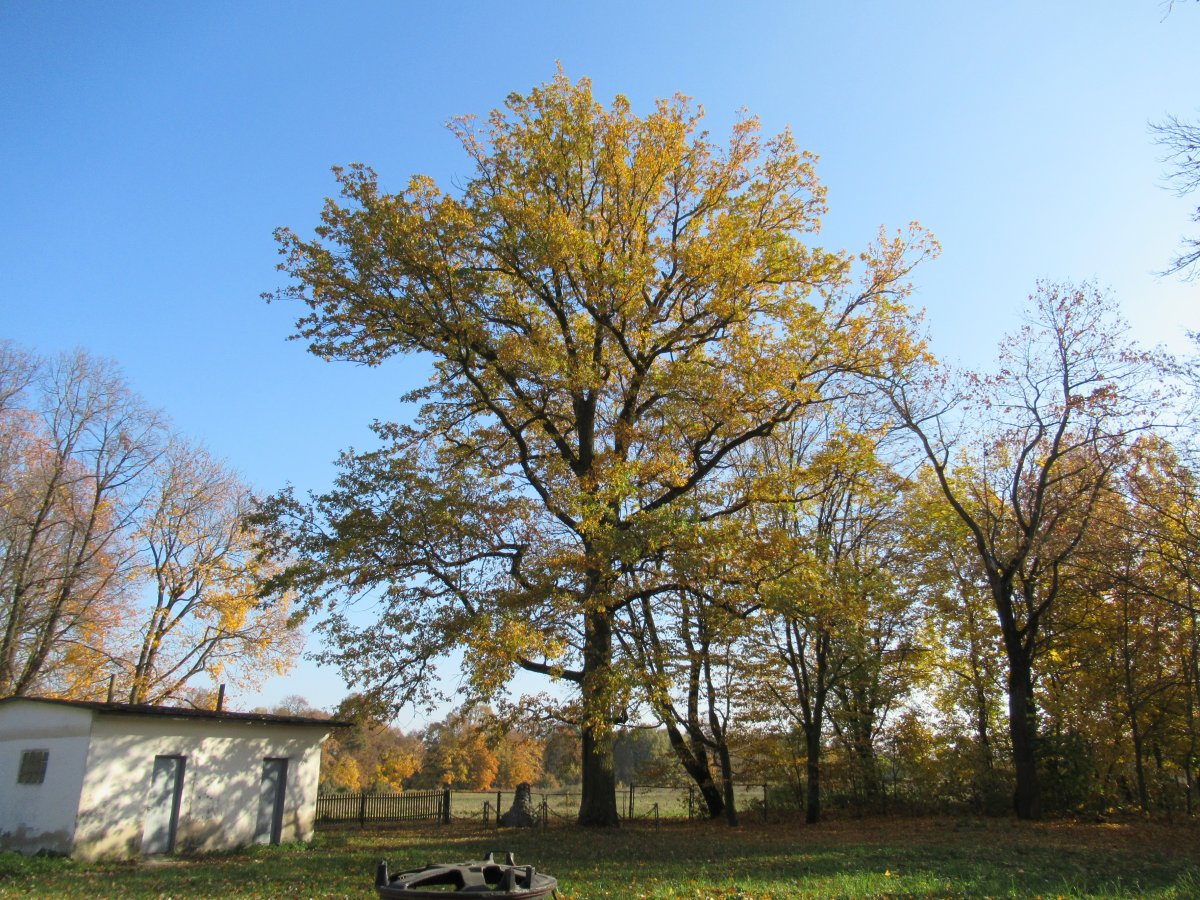
Дуб Элизы Ожешко
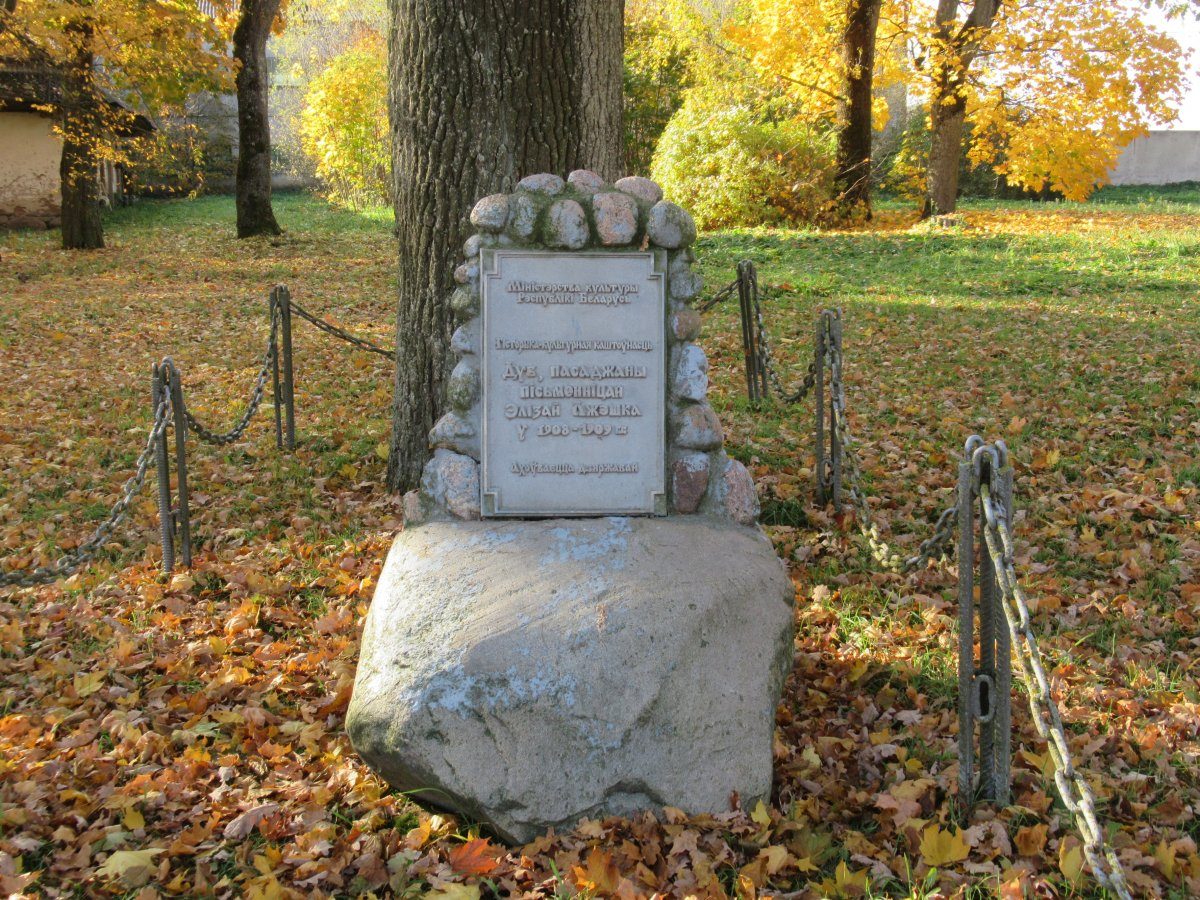
Памятный знак около дуба Элизы Ожешко
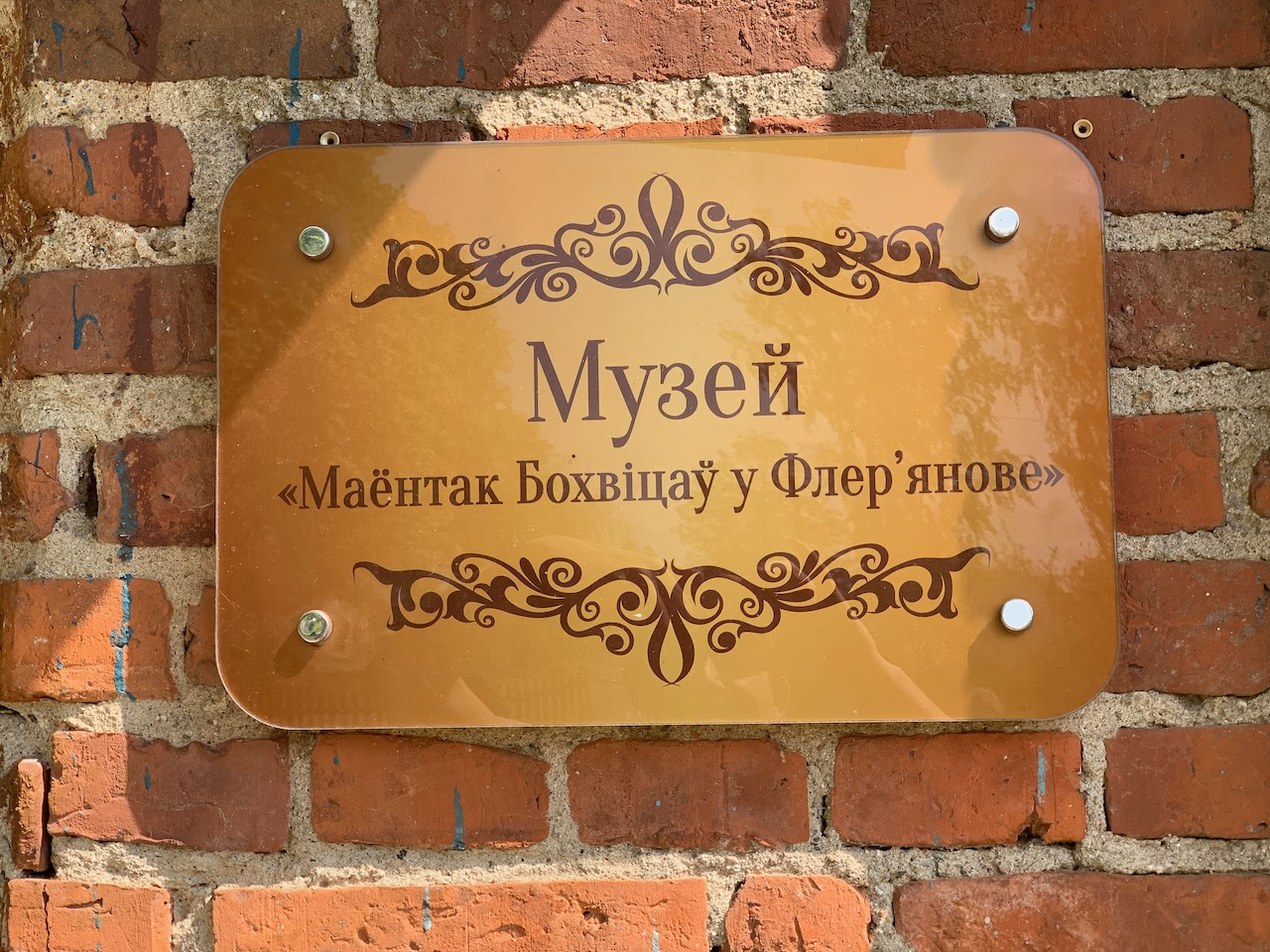
Музей "Маёнтак Бохвіцаў у Флер’янове"
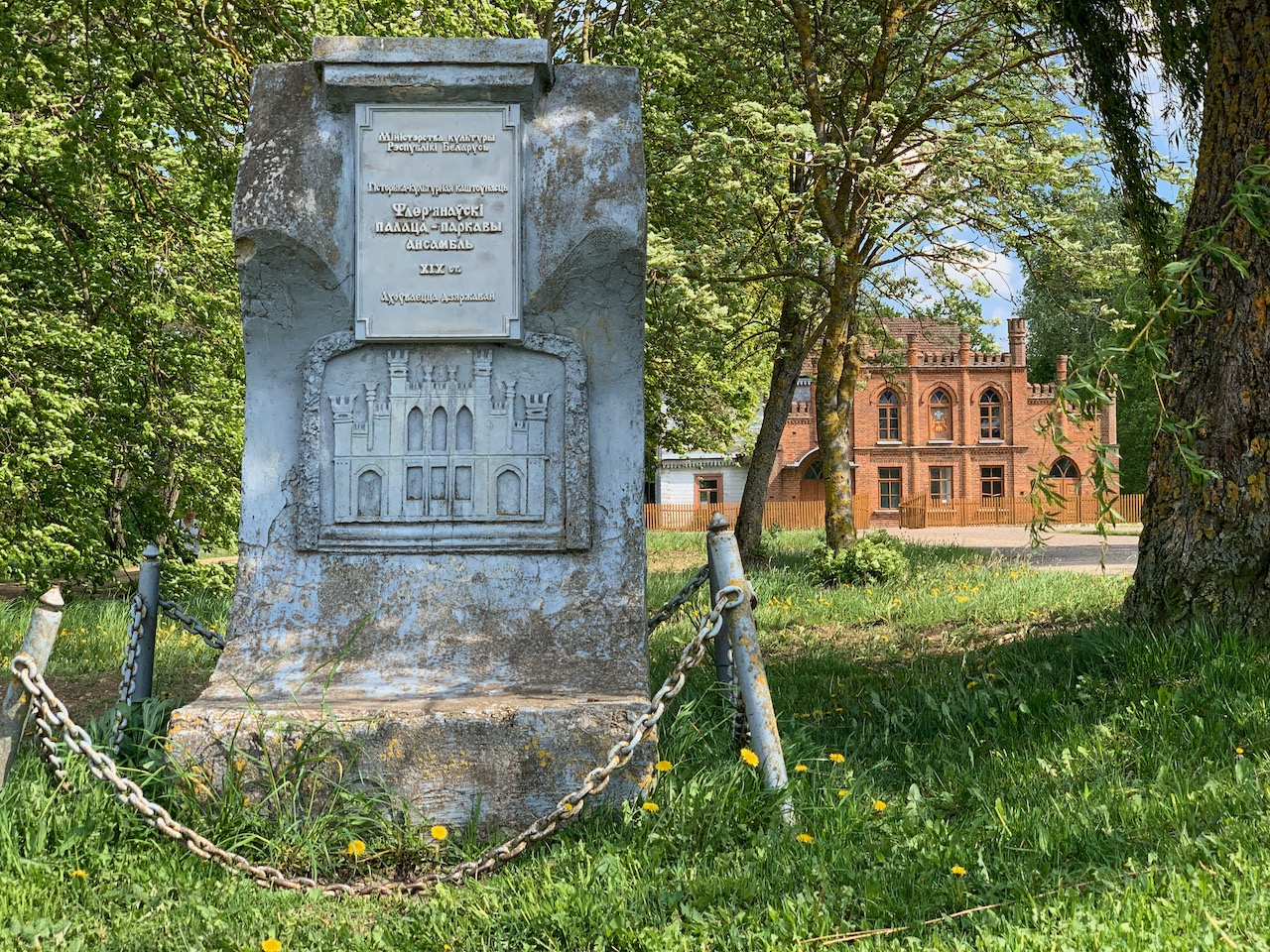